# 3095 Omarkhayyam
3095 Omarkhayyam è un asteroide della fascia principale. Scoperto nel 1980, presenta un'orbita caratterizzata da un semiasse maggiore pari a 3,4932241 au e da un'eccentricità di 0,0794985, inclinata di 2,97313° rispetto all'eclittica.
L'asteroide è dedicato al poeta, matematico, astronomo e filosofo persiano Umar Khayyām.